# 山之内元町
山之内元町（やまのうちもとまち）は、大阪府大阪市住吉区にある町名。丁番を持たない単独町名である。

## 地理
住吉区の南部に位置し、南と南東に杉本、北と北東に我孫子、西に山之内と接している。

## 歴史

### 沿革
1944年（昭和19年）、大阪市住吉区山之内町・杉本町の各一部より成立。

## 世帯数と人口
2024年（令和6年）9月30日現在の世帯数と人口は以下の通りである。
| 町丁       | 世帯数  | 人口  |
| ---------- | ------- | ----- |
| 山之内元町 | 326世帯 | 640人 |

### 人口の変遷
国勢調査による人口の推移。
| 1995年（平成7年）  | 833人 | [ 6 ]  |  |
| 2000年（平成12年） | 846人 | [ 7 ]  |  |
| 2005年（平成17年） | 787人 | [ 8 ]  |  |
| 2010年（平成22年） | 686人 | [ 9 ]  |  |
| 2015年（平成27年） | 663人 | [ 10 ] |  |
| 2020年（令和2年）  | 684人 | [ 11 ] |  |

### 世帯数の変遷
国勢調査による世帯数の推移。
| 1995年（平成7年）  | 319世帯 | [ 6 ]  |  |
| 2000年（平成12年） | 376世帯 | [ 7 ]  |  |
| 2005年（平成17年） | 353世帯 | [ 8 ]  |  |
| 2010年（平成22年） | 326世帯 | [ 9 ]  |  |
| 2015年（平成27年） | 299世帯 | [ 10 ] |  |
| 2020年（令和2年）  | 349世帯 | [ 11 ] |  |

## 学区
市立小・中学校に通う場合、学区は以下の通りとなる。なお、小学校・中学校入学時に学校選択制度を導入しており、通学区域以外に住吉区の小学校・中学校から選択することも可能。
| 番・番地等 | 小学校             | 中学校                 |
| ---------- | ------------------ | ---------------------- |
| 全域       | 大阪市立依羅小学校 | 大阪市立我孫子南中学校 |

## 事業所
2021年（令和3年）現在の経済センサス調査による事業所数と従業員数は以下の通りである。
| 町丁       | 事業所数 | 従業員数 |
| ---------- | -------- | -------- |
| 山之内元町 | 13事業所 | 334人    |

## 交通
- 大阪府道42号住吉八尾線

## 施設
- 金林寺

## その他

### 日本郵便
- 〒558-0024[3]（集配局：住吉郵便局[15]）